# Nombre de Proth
En théorie des nombres, les nombres de Proth — nommés d'après le mathématicien François Proth — sont les entiers de la forme
{\displaystyle p=k2^{n}+1,}
où les entiers n et k sont tels que 0 < k < 2n.

## Exemples
Les sept premiers nombres de Proth (suite A080075 de l'OEIS) sont :
P0 = 21 + 1 = 3
P1 = 22 + 1 = 5
P2 = 23 + 1 = 9
P3 = 3 × 22 + 1 = 13
P4 = 24 + 1 = 17
P5 = 3 × 23 + 1 = 25
P6 = 25 + 1 = 33
Tous les nombres de Fermat (k = 1, n = une puissance de 2) et les nombres de Cullen (k = n > 0) sont des nombres de Proth.

## Nombre de Proth premier
D'après le théorème de Proth, un nombre de Proth p est premier si et seulement s'il existe un entier a tel que :
{\displaystyle a^{(p-1)/2}\equiv -1{\pmod {p}}.}